# Jorge Schubert
Jorge Schubert (Pigüé, Buenos Aires, 14 de mayo de 1966) es un actor y escritor argentino.
Debutó en televisión en 1987 en la serie Tiempo cumplido y su primer papel destacado fue en 1992 en la serie Zona de riesgo, por el que recibió el premio Martín Fierro en el rubro «Revelación». 
Escribe libros sobre las preguntas existenciales -la vida, la muerte, de los miedos, etc.- y da conferencias sobre estos temas.

## Actuación

### Teatro
- 2007. Visitando al Sr. Green. Dirección: Santiago Doria.
- 2005. El graduado.
- 2001. Confesiones del pene.
- 1998. Ligados.
- 1996. El visitante del Dr. Freud.

### Cine
- 1993. Perdido por perdido. Como Carlos Pieroti.
- 1991. Un ladrón, un violador y dos mujeres.
- 1991. El caso Laura.
- 1988. Billetes, billetes...
- 1987. Made in Argentina.

### Televisión
- 2005. El sobre 24.
- 2005. 1/2 Falta. Como Romulo Rizzi.
- 2005. Amarte así, Frijolito (telenovela). Como Ramiro.
- 2004. Cuentos clásicos de terror. Como Van Helsing.
- 2004. Quinto mandamiento. Como Carlos y Ricardo Ortega.
- 2004. Padre coraje (telenovela). Como el inspector Pedro Larreta.
- 2003. El barril del amontillado. Como Monterrey.
- 2000. Los buscas de siempre (telenovela).
- 1999. Cabecita (telenovela). Como Marcelo.
- 1997. Ricos y famosos. Como Pablo Monteagudo.
- 1996. Verdad consecuencia.
- 1996. 90 60 90 modelos (telenovela).
- 1996. Alta comedia. Episodio: Ciega ambición.
- 1995. Por siempre mujercitas (telenovela). Como el doctor D'Amico.
- 1994. Alta comedia. Episodio: Hijo y rival.
- 1994. Alejandra (telenovela). Como Luis José Venezuela.
- 1993. Uno más uno. Como Pablo Fioroni.
- 1992. Un minuto, treinta y dos segundos.
- 1992. Zona de riesgo.
- 1987. Tiempo cumplido.

## Libros
- 2013. Otro . de vista. (Otro punto de vista). Relatos espirituales.
- 2011. Morir a tiempo.
- 2008. Despertar en la tierra.